# كفر العدوي
كفر العدوي إحدى قرى مركز فاقوس التابع لمحافظة الشرقية في جمهورية مصر العربية.

## السكان
بلغ عدد سكان كفر العدوي 3,548 نسمة، حسب الإحصاء الرسمي لعام 2006.